# Filipići
Filipići is een plaats in de gemeente Novi Marof in de Kroatische provincie Varaždin. De plaats telt 139 inwoners (2001).